# Valdemar Psilander
Valdemar Psilander, nome completo Valdemar Einar Psilander (Copenaghen, 9 maggio 1884 – Copenaghen, 6 marzo 1917), è stato un attore cinematografico danese dell'epoca del muto, il più pagato interprete del periodo e considerato dalla critica il più grande attore della cosiddetta "Età dell'oro" del cinema danese.

## Biografia
All'età di quindici anni fu assunto come apprendista attore al Teatro Casino di Copenaghen e fino al 1909 recitò per i teatri Frederiksberg e Dagmar della capitale danese. Le sue prove sul palcoscenico non furono considerate particolarmente degne di nota.
Psilander debuttò sul grande schermo nell'autunno del 1910 in Il ritratto di Dorian Gray, girato per una piccola compagnia cinematografica, la Regia Kunst Film. Venne immediatamente assunto dalla Nordisk Film per recitare in Ved Fængslets Port di August Blom. Le sue carismatiche interpretazioni furono molto lodate e apprezzate e ben presto diventò l'attore più pagato della Nordisk. Nel giro di due anni venne dichiarato l'attore più popolare da un sondaggio condotto tra i lettori di riviste cinematografiche di tutto il mondo. Nel corso dei sei anni successivi Psilander interpretò 83 film.
Nel 1911 la Nordisk Film godeva di una buona reputazione a livello internazionale e disponeva di un valido circuito di distribuzione, ma tra tutta la sua produzione erano i film con Psilander a trainare le vendite della compagnia. In particolare era molto popolare in Germania, Russia e Ungheria. Psilander recitò in dozzine di melodrammi piuttosto mediocri, ma ebbe modo di mettere in mostra il suo talento anche in pellicole considerate tra le più significative di quel periodo; tra queste Evangeliemandens Liv di Holger-Madsen (1914) e Klovnen di A.W. Sandberg, che venne distribuito dopo la sua morte ed è considerato il suo ruolo più importante. I compensi percepiti da Psilander raggiunsero il massimo nel 1915, quando percepì un salario annuale di 100.000 corone (Per fare un paragone, il secondo attore danese più pagato dell'epoca, Olaf Fønss, ne percepì 14.000)
Psilander sposò l'attrice Edith Buemann.
Si suicidò il 6 marzo 1917 a soli trentadue anni, mentre era nel pieno della sua carriera.
Psilander era un uomo taciturno nella vita reale quanto sullo schermo e di rado rilasciò interviste. In una rara intervista ad un quotidiano del 1913 parlò del suo metodo di recitazione:
(Valdemar Psilander)

## Filmografia
La filmografia - basata su IMDb - è completa.

### Attore
- Dorian Grays Portræt, regia di Axel Strøm - cortometraggio (1910)
- Ved fængslets port, regia di August Blom - cortometraggio (1911)
- Den farlige Alder, regia di August Blom - cortometraggio (1911)
- En lektion, regia di August Blom - cortometraggio (1911)
- Den sorte drøm, regia di Urban Gad (1911)
- Hendes Ære, regia di August Blom - cortometraggio (1911)
- Mormonens offer, regia di August Blom - cortometraggio (1911)
- Det bødes der for
- Balletdanserinden, regia di August Blom (1911)
- Det mørke punkt, regia di August Blom (1911)
- Ungdommens Ret, regia di August Blom (1911)
- Jernbanens datter, regia di August Blom (1912)
- Den Undvegne, regia di August Blom (1912)
- Tropisk kærlighed, regia di August Blom (1912)
- Livets Løgn, regia di August Blom (1912)
- Det gamle Købmandshus, regia di August Blom (1912)
- Livets Baal, regia di Eduard Schnedler-Sørensen - cortometraggio (1912)
- For aabent Tæppe, regia di August Blom - cortometraggio (1912)
- Onkel og Nevø, regia di August Blom - cortometraggio (1912)
- Den sorte kansler, regia di August Blom - cortometraggio (1912)
- La grande attrazione (Dødsspring til hest fra cirkuskuplen), regia di Eduard Schnedler-Sørensen (1912)
- Den stærkeste
- Et drama paa havet, regia di Eduard Schnedler-Sørensen - cortometraggio (1912)
- Dødsangstens maskespil, regia di Eduard Schnedler-Sørensen - cortometraggio (1912)
- Den glade løjtnant
- Vor tids dame, regia di Eduard Schnedler-Sørensen (1912)
- Operabranden', regia di August Blom - cortometraggio (19112)
- Elskovs magt, regia di August Blom (1912)
- Den sande kærlighed, regia di August Blom - cortometraggio (1912)
- En Bryllupsaften paa Hotel - cortometraggio (1913)
- Fødselsdagsgaven
- Hustruens Ret, regia di Leo Tscherning - cortometraggio (1913)
- En hofintrige - cortometraggio (1913)
- Karnevallets Hemmelighed, regia di Leo Tscherning - cortometraggio (1913)
- Strejken paa den gamle Fabrik, regia di Robert Dinesen - cortometraggio (1913)
- Hvem var Forbryderen?, regia di August Blom (1913)
- Flugten gennem Luften, regia di August Blom - cortometraggio (1913)
- Scenen og livet, regia di Robert Dinesen (1913)
- Guldmønten, regia di August Blom (1913)
- Et skud i mørket, regia di Eduard Schnedler-Sørensen - cortometraggio (1913)
- Gæstespillet, regia di Eduard Schnedler-Sørensen - cortometraggio (1913)
- Højt spil, regia di August Blom - cortometraggio (1913)
- Skæbnens Veje
- Nelly's Forlovelse, regia di Eduard Schnedler-Sørensen (1913)
- Skandalen paa Sørupgaard, regia di Hjalmar Davidsen (1913)
- Lykken svunden og genvunden, regia di Hjalmar Davidsen (1913)
- Amerikansk skoleskib, regia di Eduard Schnedler-Sørensen - cortometraggio (1913)
- Fra mørke til lys
- Elskovsleg, regia di August Blom, Holger-Madsen (1914)
- Anello serpente (Expressens Mysterium), regia di Hjalmar Davidsen (1914)
- Et vanskeligt Valg, regia di Holger-Madsen - cortometraggio (1914)
- Fangens Søn, regia di Hjalmar Davidsen - cortometraggio (1914)
- The Monomaniac - cortometraggio (1914)
- Arbejdet adler, regia di Robert Dinesen (1914)
- Et Læreaar, regia di August Blom (1914)
- Grev Dahlborgs Hemmelighed, regia di Eduard Schnedler-Sørensen - cortometraggio (1914)
- La vita del predicatore (Evangeliemandens liv), regia di Holger-Madsen (1915)
- En opstandelse
- Godsforvalteren, regia di Hjalmar Davidsen (1915)
- Per l'amore della patria (Pro patria), regia di August Blom (1915)
- Revolutionsbryllup, regia di August Blom (1915)
- Kærlighedens triumf, regia di Holger-Madsen (1915)
- Børnevennerne, regia di Holger-Madsen (1916)
- I livets brænding, regia di Holger-Madsen (1916)
- Mumiens Halsbaand, regia di Robert Dinesen (1916)
- Det stjaalne ansigt, regia di Holger-Madsen (1916)
- Manden uden fremtid, regia di Holger-Madsen (1916)
- En Æresoprejsning, regia di Holger-Madsen (1916)
- Giftpilen, regia di August Blom (1916)
- Kærligheds-Væddemaalet, regia di August Blom (1917)
- Krigens Fjende, regia di Holger-Madsen (1917)
- Favoriten, regia di Robert Dinesen  (1917)
- Klovnen, regia di A.W. Sandberg (1917)
- Der Tanzende Tor (1917)
- Hjertekrigen paa Ravnsholt, regia di Robert Dinesen (1917)
- En Fare for Samfundet, regia di Robert Dinesen (1918)
- Sfinxenx Hemmelighed, regia di Robert Dinesen (1918)
- Lydia, regia di Holger-Madsen (1918)
- Det døde Skib, regia di A.W. Sandberg (1918)
- Luksuschaufføren, regia di Robert Dinesen (1918)
- Lykken, regia di Holger-Madsen (1918)
- For Sit Lands Ære, regia di August Blom (1918)
- Hendes Hjertes Ridder, regia di Robert Dinesen (1918)
- Kærlighedsleg, regia di A.W. Sandberg (1919)
- Hans store Chance, regia di Hjalmar Davidsen (1919)
- Rytterstatuen, regia di A.W. Sandberg (1919)
- Hvorledes jeg kom til Filmen, regia di Robert Dinesen (1919)
- Den Æreløse, regia di Holger-Madsen (1919)
- Prinsens Kærlighed, regia di Martinius Nielsen (1919)
- En Skuespillers Kærlighed, regia di Martinius Nielsen (1920)

### Produttore
- Grev Dahlborgs Hemmelighed

### Film o documentari dove appare Psilander
- Der Film im Film